# Franz Schmidt (botânico)
Franz Schmidt (1751 - 1834) foi um botânico alemão. Se especializou nas espermatófitas.